# 보케론주

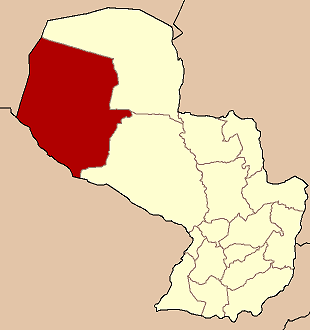
보케론 주의 위치

보케론주(스페인어: Departamento de Boquerón)는 파라과이 서부에 위치한 주로 주도는 필라델피아이며 면적은 91,669km2, 인구는 45,617명(2002년 기준), 인구 밀도는 0.50명/km2이다.
북쪽으로는 알토파라과이 주, 동쪽으로는 프레시덴테아예스 주와 접하며 남쪽으로는 아르헨티나, 서쪽으로는 볼리비아와 국경을 접한다. 3개 현을 관할한다.

주기
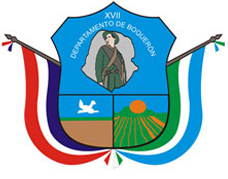
주 문장